# Ramularia agrestis
Ramularia agrestis är en svampart som beskrevs av Sacc. 1882. Ramularia agrestis ingår i släktet Ramularia och familjen Mycosphaerellaceae.   Inga underarter finns listade i Catalogue of Life.